# Eberhard Bueb
Eberhard Bueb (* 27. Juni 1938 in Berlin) ist ein deutscher Politiker (GAZ und GRÜNE) aus Bayern mit Wurzeln in Breisach im Breisgau. Von 1985 bis 1987 war er Mitglied des Deutschen Bundestags.

## Leben
Eberhard Bueb war zunächst Mitglied der FDP. Unter dem Eindruck der Bücher „Die Grenzen des Wachstums“ des Club of Rome und „Ein Planet wird geplündert“ von Herbert Gruhl wechselte Bueb in die 1978 gegründete Grüne Aktion Zukunft (GAZ). Auf deren Parteitag am 10. März 1979 wurde er zu einem der beiden stellvertretenden Bundesvorsitzenden der Partei gewählt, wobei Bueb „bald seine Fäden zu den Bunten und Alternativen spann“ und im September innerhalb der Sonstigen Politischen Vereinigung/Die Grünen diesen Kurs der „totalen Öffnung“ fortführte, was dem GAZ-Bundesvorsitzenden Herbert Gruhl missfiel. Am 15. September 1979 stellte Bueb einen Antrag auf eine paritätische Besetzung der Programm- und Organisationskommission innerhalb der Grünen, so dass „kommunistische und andere linke Gruppen, welche die andere Hälfte stellen sollten, leicht zu einer Mehrheit in diesen Gremien gekommen wären“. Doch der Antrag wurde seinerzeit abgelehnt.
Nachdem sich in der Gründungsphase der Bundespartei Die Grünen 1980 die Mehrheitsverhältnisse nach links verschoben und sich die GAZ sowie die meisten ihrer Mitglieder aus ihr begannen herauszulösen, um 1982 die ÖDP (später ödp) zu gründen, blieb Bueb bei den GRÜNEN.
Von 1985 bis 1987 war Eberhard Bueb als Nachrücker für Sabine Bard Bundestagsabgeordneter für die GRÜNEN. Während dieser Zeit war er parlamentarischer Geschäftsführer der GRÜNEN-Fraktion.
Bueb ist Textilingenieur von Beruf und bei der Gründung der Grünen im Jahr 1980 Mitglied der Grundsatzkommission. Bueb ist im Jahr 1999 aus der Partei Bündnis 90/Die Grünen aus Protest gegen den Militäreinsatz im Kosovo ausgetreten. Im Jahre 2012 trat er der Partei erneut bei.

## Philosophie
Er tritt für eine „Reduktion von Produktion und Konsum“ ein.